# Jaroslav Henzl
Jaroslav Henzl (21. srpna 1922 – ???) byl český a československý lékař, politik Československé strany socialistické, poslanec Sněmovny národů Federálního shromáždění v letech 1969-1971 a poslanec České národní rady za normalizace.

## Biografie
Koncem 60. let se uvádí jako lékař OÚNZ Havlíčkův Brod. Působil jako zubní lékař.
Jeho politická kariéra vyvrcholila za normalizace. Po provedení federalizace Československa usedl do Sněmovny národů Federálního shromáždění. Mandát nabyl až dodatečně v prosinci 1969 po jedné z vln čistek po invazi vojsk Varšavské smlouvy do Československa. Do federálního parlamentu ho nominovala Česká národní rada, v níž rovněž zasedl v té době (listopad 1969). Ve FS setrval do konce funkčního období parlamentu, tedy do voleb roku 1971.
Dlouhodobě pak působil v České národní radě. Mandát v ní obhájil ve volbách roku 1971, volbách roku 1976, volbách roku 1981 a volbách roku 1986. V ČNR setrval i po sametové revoluci a v následujících měsících se zapojil do práce parlamentu v nových poměrech. Setrval zde až do prvních svobodných voleb v roce 1990.